# Criminal Minds
Criminal Minds è una serie televisiva statunitense di genere poliziesco, ideata da Jeff Davis e trasmessa dal 2005 al 2020, per quindici stagioni, dal network CBS e dal 2022 sulla piattaforma streaming Paramount+.
La serie, che racconta il lavoro di un gruppo di criminologi dell'FBI, è stata scritta con l'ausilio di un ex agente dell'agenzia, ispirandosi al ricco archivio compilato in 35 anni dai profiler statunitensi; questo aspetto è chiaro fin dalla sigla iniziale della serie, dove compaiono alcuni tra i serial killer più famosi della nazione.
In Italia la serie è stata trasmessa in prima visione sul canale satellitare Fox Crime, per le prime quindici stagioni, e da Disney+. In chiaro la serie è stata trasmessa da Rai 2.
Nel 2021 è stato annunciato un revival della serie che ha debuttato negli Stati Uniti d'America il 24 novembre 2022.

## Trama

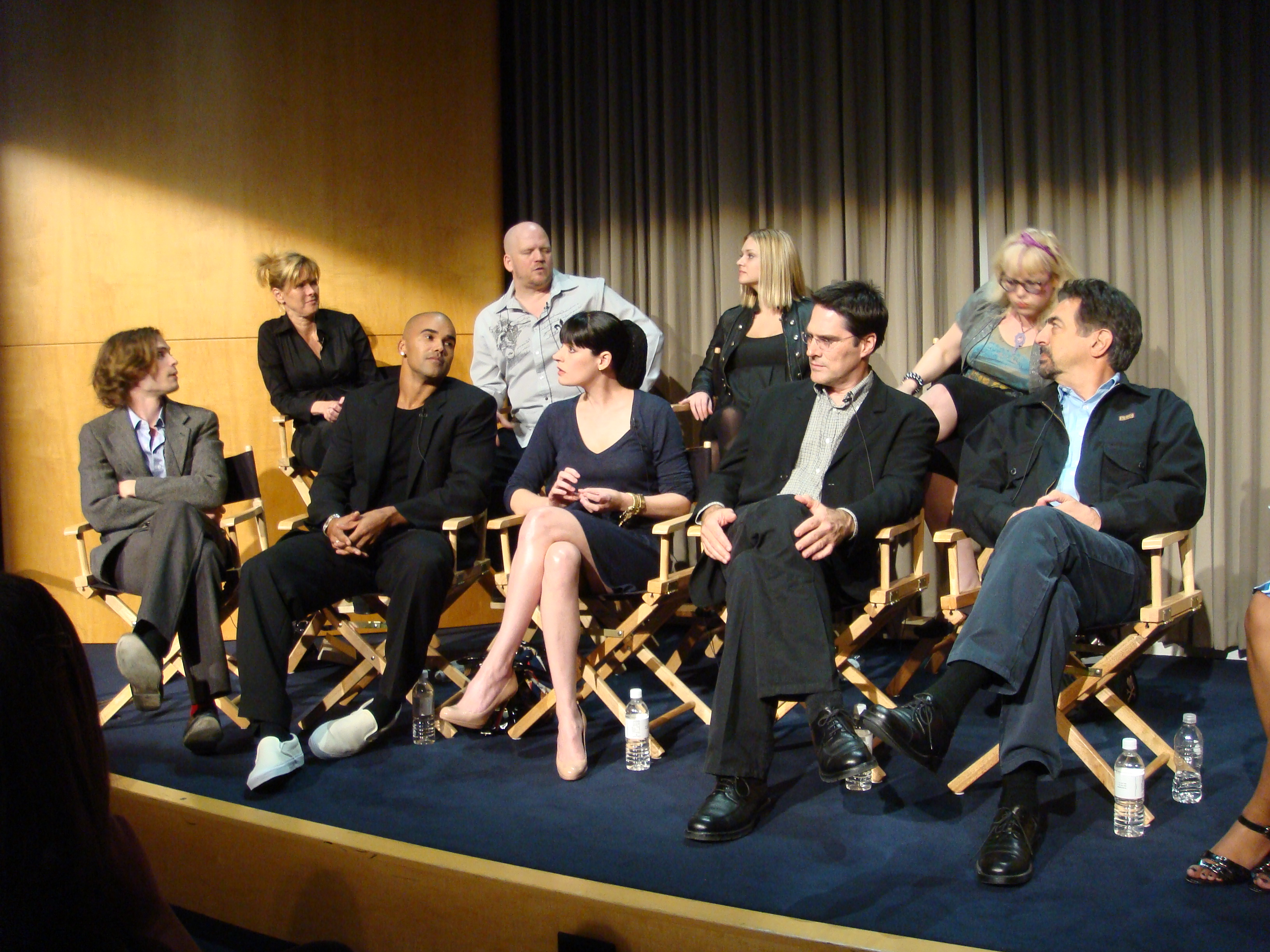
Il cast principale della serie nel 2008

L'Unità di Analisi Comportamentale (BAU, Behavioral Analysis Unit) è una squadra speciale di psicocriminologi dell'FBI, incaricati di elaborare un profilo psicologico e comportamentale degli assassini seriali, chiamati S.I. (Soggetto Ignoto, nell'originale Unsub, da Unknown Subject). Gli esperti di profili sono principalmente psichiatri e criminologi. La sede centrale del BAU si trova semisepolta nel terreno all'accademia dell'FBI di Quantico, in Virginia. In genere ogni episodio inizia con il crimine (nel cui atto il colpevole viene per lo più tenuto nascosto e non svelato) e segue con la richiesta di aiuto da parte, per esempio, degli agenti di polizia locali che si stanno occupando di quel caso d'omicidio, di stupro o di rapimento, al BAU. Questa sezione dell'FBI, infatti, non si occupa di tutti i casi d'omicidio, ma solo di quelli più intricati e, specialmente, di quelli seriali.
Difatti, per fermare un serial killer spesso è necessario anticiparlo e capire quale sarà la sua prossima vittima. Per fare ciò è necessario stilare un preciso profilo dell'assassino, osservandone i comportamenti. La squadra, capitanata dall'agente speciale Hotchner (dal terzo episodio della dodicesima stagione l'agente Prentiss), viene spesso chiamata da ogni parte del paese, e i profiler arrivano nei luoghi del crimine con il loro jet privato. Durante il viaggio i protagonisti iniziano a discutere sul profilo dell'assassino e a farsene un'idea, ma ci vogliono molti elementi per arrivare a stilarne uno completo. A volte questi elementi mancanti sono dati da altri omicidi che avvengono mentre la squadra sta indagando. All'inizio e alla fine di ogni episodio, fuori campo ma a volte anche durante i dialoghi, c'è sempre una citazione di un personaggio più o meno famoso, riguardante il caso di cui si occupano.
Sul campo gli agenti si dividono il lavoro: mentre JJ (fino alla sesta stagione) si occupa di parlare con gli agenti di polizia, con le famiglie delle vittime e con i mass media, Morgan e Prentiss si immedesimano nell'assassino, cercando di capire il perché del suo comportamento. Gideon (poi Rossi) e Reid, invece, si occupano in genere della parte meno d'azione; a Reid, in particolare, la squadra si affida per la sua vasta conoscenza, con cui riesce, riflettendo, a individuare particolari che nessun altro riesce a vedere. Garcia, da Quantico, segue le indagini e scava a fondo nelle vite di vittime, parenti, possibili S.I., testimoni e chiunque altro s'intrometta nelle indagini. Andando per esclusione e talvolta aiutandosi con il potere dei media (alcuni S.I. amano far sapere a tutti i motivi delle loro azioni e perciò contattano gli agenti dell'FBI per mezzo di numeri d'emergenza resi pubblici dai telegiornali sotto consiglio di JJ), i profiler riescono dapprima a stilare un profilo completo dell'S.I. e poi a trovarlo e ad arrestarlo. La conclusione è spesso caratterizzata dal loro aereo in volo, che rientra a Quantico e dalla voce di uno di loro, pronunciante l'aforisma della conclusione.

## Episodi
| Stagione                 | Episodi | Prima TV USA | Prima TV Italia |
| ------------------------ | ------- | ------------ | --------------- |
| Prima stagione           | 22      | 2005-2006    | 2006            |
| Seconda stagione         | 23      | 2006-2007    | 2007            |
| Terza stagione           | 20      | 2007-2008    | 2008            |
| Quarta stagione          | 26      | 2008-2009    | 2008-2009       |
| Quinta stagione          | 23      | 2009-2010    | 2010            |
| Sesta stagione           | 24      | 2010-2011    | 2011            |
| Settima stagione         | 24      | 2011-2012    | 2012            |
| Ottava stagione          | 24      | 2012-2013    | 2013            |
| Nona stagione            | 24      | 2013-2014    | 2014            |
| Decima stagione          | 23      | 2014-2015    | 2014-2015       |
| Undicesima stagione      | 22      | 2015-2016    | 2015-2016       |
| Dodicesima stagione      | 22      | 2016-2017    | 2016-2017       |
| Tredicesima stagione     | 22      | 2017-2018    | 2017-2018       |
| Quattordicesima stagione | 15      | 2018-2019    | 2018-2019       |
| Quindicesima stagione    | 10      | 2020         | 2020            |
| Sedicesima stagione      | 10      | 2022-2023    | 2023            |
| Diciassettesima stagione | 10      | 2024         | 2024            |
| Diciottesima stagione    | 10      | 2025         | 2025            |

## Personaggi e interpreti
- Agente Speciale Supervisore Jason Gideon (stagioni 1-3), interpretato da Mandy Patinkin, doppiato da Stefano De Sando.
- Agente Speciale Supervisore Aaron "Hotch" Hotchner (stagioni 1-12), interpretato da Thomas Gibson, doppiato da Vittorio Guerrieri.
- Agente Speciale Elle Greenaway (stagioni 1-2), interpretata da Lola Glaudini, doppiata da Eleonora De Angelis.
- Agente Speciale Supervisore Derek Morgan (stagioni 1-11, guest 12-13), interpretato da Shemar Moore, doppiato da Simone Mori.
- Dottor Spencer Reid (stagioni 1-15, guest 18), interpretato da Matthew Gray Gubler, doppiato da Emiliano Coltorti.
- Agente Speciale Supervisore Jennifer "JJ" Jareau (stagioni 1-in corso, guest 6), interpretata da A. J. Cook, doppiata da Federica De Bortoli.
- Tecnico informatico Penelope Garcia (stagioni 2-in corso, ricorrente 1), interpretata da Kirsten Vangsness, doppiata da Francesca Guadagno.
- Agente Speciale Supervisore Emily Prentiss (stagioni 2-7, 12-in corso, guest 9-11), interpretata da Paget Brewster, doppiata da Tiziana Avarista.
- Agente Speciale Supervisore David Rossi (stagioni 3-in corso), interpretato da Joe Mantegna, doppiato da Gino La Monica.
- Agente Ashley Seaver (stagione 6), interpretata da Rachel Nichols, doppiata da Laura Latini.
- Agente Speciale Alex Blake (stagioni 8-9), interpretata da Jeanne Tripplehorn, doppiata da Alessandra Korompay.
- Agente Speciale Kate Callahan (stagione 10), interpretata da Jennifer Love Hewitt, doppiata da Stella Musy.
- Dottoressa Tara Lewis (stagioni 12-in corso, ricorrente 11), interpretata da Aisha Tyler, doppiata da Emanuela Baroni.
- Agente Luke Alvez (stagioni 12-in corso), interpretato da Adam Rodríguez, doppiato da Roberto Gammino.
- Agente Speciale Stephen Walker (stagione 12) interpretato da Damon Gupton, doppiato da Massimo Bitossi.
- Agente Speciale Matthew "Matt" Simmons (stagione 13-15, guest 10-12) interpretato da Daniel Henney, doppiato da Simone D'Andrea.
- Agente Speciale Tyler Green (stagione 17-in corso, ricorrente 16) interpretato da Ryan-James Hatanaka, doppiato da Stefano Dori.
- Elias Voit (stagione 17-in corso, ricorrente 16) interpretato da Zach Gilford, doppiato da Stefano Crescentini.

## Distribuzione

### Edizione italiana
La direzione del doppiaggio è di Alessandro Rossi (st. 1-5), Simone Mori (st. 2-15) e Gino La Monica (st. 16-in corso). I dialoghi italiani sono curati da Paolo Modugno, Cristina Boraschi e Chiara Bertoli, per le prime quindici stagioni, per conto della CDC Sefit Group che si è occupata anche della sonorizzazione; da Paolo Modugno, dalla quindicesima stagione, per conto della Royfilm e della Iyuno Italy che si è occupata della sonorizzazione.

## Riconoscimenti
| - ASCAP Award - 2006 – Top TV Series a Marc Fantini, Steffan Fantini e Scott Gordon - 2007 – Top TV Series a Marc Fantini, Steffan Fantini e Scott Gordon - 2008 – Top TV Series a Marc Fantini, Steffan Fantini e Scott Gordon - 2009 – Top TV Series a Marc Fantini, Steffan Fantini e Scott Gordon - 2010 – Top TV Series a Steffan Fantini - 2011 – Top TV Series a Steffan Fantini - 2012 – Top TV Series a Steffan Fantini - 2013 – Top TV Series a Marc Fantini, Steffan Fantini e Scott Gordon - BMI Film & TV Award - 2008 – BMI TV Music Award - 2009 – BMI TV Music Award - 2013 – BMI TV Music Award - Festival della televisione di Monte Carlo - 2015 – Candidata a miglior serie TV - Drama - 2017 – Candidata a miglior serie TV - Drama - Golden Reel Award - 2008 – Candidata a miglior montaggio sonoro nella musica per cortometraggi televisivi a Lisa Brochet per Il cavaliere della notte - Guild of Music Supervisors Awards - 2012 – Candidato a migliore direzione musicale per la televisione a Kevin J. Edelman - Hollywood Music in Media Awards - 2010 – Miglior colonna sonora in una serie televisiva a Marc Fantini, Steffan Fantini e Scott Gordon - Hollywood Post Alliance Award - 2006 – Candidato a miglior montaggio - televisione (oltre 30 minuti) a Jimmy Giritlian - Leggio d'oro - 2010 – Leggio d'oro voce telefilm a Gino La Monica - Movieguide Awards - 2013 – Candidata a premio fede e libertà per la televisione e lo streaming per Dedicato a... - NAACP Image Award - 2011 – Candidata a miglior sceneggiatura per una serie drammatica a Janine Sherman Barrois per Il ricordo delle cose passate - 2012 – Candidata a miglior sceneggiatura per una serie drammatica a Janine Sherman Barrois per Ultimo round - 2013 – Candidata a miglior sceneggiatura per una serie drammatica a Janine Sherman Barrois per L'accordo - 2014 – Miglior sceneggiatura per una serie drammatica a Janine Sherman Barrois per Il frutto dell'odio - 2014 – Candidato a miglior attore protagonista in una serie drammatica a Shemar Moore - 2014 – Candidato a miglior regia per una serie drammatica a Rob Hardy per Omicidi fotocopia - 2015 – Miglior attore protagonista in una serie drammatica a Shemar Moore - 2015 – Candidato a miglior regia per una serie drammatica a Hanelle M. Culpepper per La realtà dimenticata | - People's Choice Awards - 2006 – Candidata a miglior nuova serie TV drammatica preferita - 2011 – Candidata a miglior serie TV crime drama preferita - 2012 – Candidata a miglior serie TV crime drama preferita - 2013 – Candidata a miglior serie TV crime drama preferita - 2014 – Candidata a miglior serie TV crime drama preferita - 2015 – Candidata a miglior serie TV crime drama preferita - 2016 – Candidata a miglior serie TV crime drama preferita - 2017 – Miglior serie TV crime drama preferita - Primetime Emmy Awards - 2008 – Candidato a miglior coordinamento stunt a Tom Elliott per Tabula rasa - 2009 – Candidato a miglior coordinamento stunt a Tom Elliott per Il guerriero della strada - 2012 – Candidato a miglior coordinamento stunt a Tom Elliott per Ultimo round - Prism Awards - 2015 – Candidata a Prism Awards per La realtà dimenticata - Telly Awards - 2015 – Telly di bronzo a Nicholas Golding - Voci nell'ombra - 2010 – Candidato a miglior doppiaggio generale in una serie televisiva ad Alessandro Rossi - 2010 – Candidato a miglior doppiaggio generale in una serie televisiva a Simone Mori - 2011 – Candidata a miglior voce non protagonista in una serie televisiva a Francesca Guadagno - 2018 – Candidata a miglior voce non protagonista in una serie televisiva a Francesca Guadagno - Young Artist Award - 2008 – Miglior performance in una serie televisiva - giovane attore guest star a Chandler Canterbury per Nel nome del sangue - 2008 – Candidato a miglior performance in una serie televisiva - giovane attore guest star a Remy Thorne per Raphael, seconda parte - 2009 – Candidata a miglior performance in una serie televisiva - giovane attrice guest star a Brighid Fleming - 2010 – Candidata a miglior performance in una serie televisiva - giovane attrice guest star a Jordan Van Vranken per Vendetta incrociata - 2010 – Candidato a miglior performance in una serie televisiva - giovane attore guest star di anni 13 e inferiore a Benjamin Stockham per Il trauma della memoria - 2011 – Miglior performance in una serie televisiva - giovane attrice guest star di anni 16-21 a Katlin Mastandrea - 2011 – Miglior performance in una serie televisiva - giovane attrice ricorrente di anni 11-16 a Isabella Murad - 2011 – Candidata a miglior performance in una serie televisiva - giovane attrice guest star di anni 11-15 a Madison Leisle - 2011 – Candidato a miglior performance in una serie televisiva - giovane attore guest star di anni 11-13 a Michael Ketzner - 2011 – Candidato a miglior performance in una serie televisiva - giovane attore guest star di anni 14-17 a Sterling Beaumon - 2012 – Miglior performance in una serie televisiva - giovane attrice guest star di anni 14-16 a Rebecca Spicher - 2013 – Candidata a miglior performance in una serie televisiva - giovane attrice guest star di anni 11-13 a HannaH Eisenmann - 2017 – Candidato a miglior performance in una serie televisiva - giovane attore guest star a Maverick Thompson |

## Spin-off

### Criminal Minds: Suspect Behavior
Il successo di Criminal Minds è stato tale da indurre la CBS a realizzare uno spin-off, intitolato Criminal Minds: Suspect Behavior, con protagonista Forest Whitaker. I personaggi di questa nuova serie sono stati introdotti al pubblico in un backdoor pilot presente all'interno di Criminal Minds, corrispondente al diciottesimo episodio della quinta stagione, Fino alla morte. Suspect Behavior si differenzia dalla serie madre per l'uso di metodi d'indagine decisamente alternativi. Nonostante un inizio promettente, a causa dei bassi ascolti questa serie è stata chiusa dopo 13 episodi.

### Criminal Minds: Beyond Borders
Nel 2015 è stato annunciato un secondo spin-off della serie, intitolato Criminal Minds: Beyond Borders, con protagonista Gary Sinise. L'8 aprile 2015 è andato in onda un backdoor pilot eponimo all'interno della serie madre (Al di là dei confini nell'edizione italiana, corrispondente al diciannovesimo episodio della decima stagione), che ha introdotto la nuova serie, cui è stato dato il via libera alla produzione l'11 maggio seguente. Il primo episodio è andato in onda il 16 marzo 2016. Il 16 maggio CBS ha rinnovato la serie per una seconda e ultima stagione.